# Отрадное (платформа, Брянск)
Отра́дное (Отрадная; ранее называлась 147 км) — железнодорожная платформа на территории Бежицкого района города Брянска, расположенная в микрорайоне Отрадное, у Брянского электромеханического завода. Платформа и названный по ней микрорайон получили название в честь находящегося примерно в четырёх километрах от платформы села Отрадное.
Основной путь электрифицирован, обслуживается одной низкой боковой платформой. Параллельно, метрах в десяти, проходит неэлектифицированный путь, который является подъездным для множества предприятий, расположенных вдоль железной дороги.
Состояние Отрадной хорошее. В 2008 году был произведен ремонт платформы, установка скамеек. Навес не ремонтировался.
Платформа расположена со стороны Вокзальной улицы; переход к Сталелитейной улице осуществляется по пешеходному настилу.